# 謝遠涵
謝 遠涵（しゃ えんかん）は清末民初の政治家。北京政府の要人。字は敬虚。別号は浩然。

## 事跡
1895年（光緒21年）、乙未科進士。清末に、都察院四川道監察御史等を経て、江西省咨議局議長となる。
1916年（民国5年）8月、北京政府内務部次長に就任する。同年11月、徐樹錚との対立の末に罷免された孫洪伊の後任として、暫時ではあるが代理内務総長をつとめた。翌年1月に辞職後、督弁九江商埠事宜に異動する。1923年（民国12年）、江西全省官鉱督弁に就任する。1928年（民国17年）、李宗仁ら新広西派が率いる国民革命軍第4集団軍総司令部秘書処処長をつとめた。
1950年、病没。享年79。